# Abatiá
Abatiá es un municipio brasileño del estado del Paraná. Su nombre proviene de un vocablo tupí que significa grano de maíz.

## Historia
A mediados de 1925, João Carvalho, Antonio Maria, Cândido Coelho, João Ramalheiro, João Vicente y Manoel José Pereira, trajeron a sus familias y se asentaron a las márgenes del río Laranjinhas, en un lugar conocido por el nombre de Lajeado. El grupo tenía intenciones de fundar un poblado, como efectivamente ocurrió. Esto originó el municipio de Abatiá.
La primera denominación del incipiente poblado fue Lajeado, debido a que era una referencia geográfica e histórica del lugar. Posteriormente, con el asentamiento de muchas más familias, el núcleo se denominó Patrimônio de Carvalhópolis, en un homenaje a los pioneros y al líder de la comunidad, el sr. João Carvalho.
Lo que atrajo a los primeros habitantes del lugar fue la existencia de tierra colorada ubérrimas disponibles y clima favorable para el cultivo del café. En este periodo, que fue contemporáneo al bum de los colonizador del norte del Pará, motivado por la aparición de la "compañía de tierras del norte el Paraná", que fue la responsable de la colonización de 2 673 000 hectáreas de tierras.
El negocio de las plantaciones de café era muy fructífero y estuvo motivado por el convenio de Taubaté, acuerdo firmado en 1906 por los estados de São Paulo, Río de Janeiro y Minas Gerais, que prohibía taxativamente el aumento del área plantada en esos estados. Este convenio favoreció la aparición de múltiples propiedades agrícolas que se dedicaban al cultivo de café y permitió la proliferación de núcleos urbanos en la región que se conoce actualmente como el norte pionero y que en el primer cuarto de este siglo tenía un gran vacío demográfico. 
En 1939, Patrimônio de Carvalhópolis pasó a la categoría de distrito administrativo, con territorio perteneciente al municipio de Santo Antônio da Platina, sin embargo, la denominación pasó a Lajeado.
El decreto-ley del estado n.º 199, del día 30 de diciembre de 1943, firmado por el interventor federal Manoel Ribas, supuso la pérdida de la antigua denominación de Lajeado y su modificación a Abatiá.
Mediante la ley del estado n.º 02, del 10 de octubre de 1947, sancionada por el gobernador Moisés Lupion, se creó el municipio de Abatiá, con territorio separado de Santo Antônio da Platina, cuya instalación se produjo el día 17 de octubre de 1947. El primer alcalde del municipio fue Everaldo Reis da Rocha.

## Demografía
El censo demográfico de 1950, contaba un total de 10 830 habitantes en el municipio, de los cuales 9581 vivían en la zona rural, lo cual demuestra la principal vocación económica del lugar: la agricultura y, sobre todo, la agricultura del café.

## Geografía
Posee un área de 229,083 km² representando el 0,1149 % del estado, 0,0407 % de la región y 0,0027 % del total del territorio brasileiro. Se localiza a una latitud 23°18′14″ sur y a una longitud 50°18'46" oeste, estando a una altitud de 620 m s. n. m.. Su población estimada en 2005 era de 7.019 habitantes.

### Demografía
Datos del censo - 2000
Población Total: 8259
- Urbana: 5356
- Rural: 2903

- Hombres: 4146
- Mujeres: 4113

Densidad demográfica (hab./km²): 29,7
Índice de desarrollo humano (IDH-M): 0,710
- IDH-M media: 0,608
- IDH-M Longevidade: 0,744
- IDH-M Educación: 0,779

## Administración y política
- Alcalde: Irton Oliveira Muzel
- Teniente de alcalde: José Alves como Brito Filho